# Osornophryne occidentalis
Espèce
Osornophryne occidentalis est une espèce d'amphibiens de la famille des Bufonidae.

## Répartition
Cette espèce est endémique du Nord-Ouest de l'Équateur. Elle se rencontre dans les provinces d'Imbabura et de Pichincha entre 2 500 et 2 750 m d'altitude sur le versant Ouest de la cordillère Occidentale.

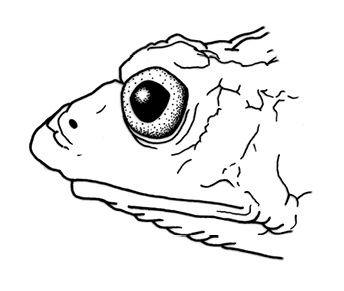
vue latérale du mâle

## Publication originale
- Cisneros-Heredia & Gleusenkamp, 2010 : A new Andean Toad of the genus Osornophryne (Amphibia: Anura: Bufonidae) from northwestern Ecuador, with taxonomic remarks on the genus. Avances en Ciencias e Ingenierías, vol. 2, p. 64-73.